# Стан (шаблон проєктування)
Стан (англ. state) — шаблон проєктування (належить до шаблонів поведінки), що реалізує скінченний автомат в об'єктно-орієнтованому програмуванні.
Він реалізується шляхом створення для кожного стану скінченного автомата класу-спадкоємця інтерфейсу (або абстрактного класу) та дозволяє об'єктові варіювати свою поведінку залежно від внутрішнього стану.

## Призначення
Дозволяє об'єктові варіювати свою поведінку залежно від внутрішнього стану.

## Застосовність
Слід використовувати шаблон Стан у випадках, коли:
- поведінка об'єкта залежить від його стану та повинна змінюватись під час виконання програми;
- у коді операцій зустрічаються складні умовні оператори, у котрих вибір гілки залежить від стану. Зазвичай у такому разі стан представлено константами, що перелічуються. До того ж часто одна й та ж структура умовного оператору повторюється у декількох операціях. Шаблон Стан пропонує замінити кожну гілку окремим класом. Це дозволить трактувати стан об'єкта як самостійний об'єкт, котрий може змінитися незалежно від інших.

## Структура
- Context — контекст:
  - визначає інтерфейс, що є корисним для клієнтів;
  - зберігає екземпляр підкласу ConcreteState, котрим визначається поточний стан;
- State — стан:
  - визначає інтерфейс для інкапсуляції поведінки, асоційованої з конкретним станом контексту Context;
- Підкласи ConcreteState — конкретні стани:
  - кожний підклас реалізує поведінку, асоційовану з деяким станом контексту Context.

## Відносини
- клас Context делегує залежні від стану запити до поточного об'єкта ConcreteState;
- контекст може передати себе як аргумент об'єкта State, котрий буде обробляти запит. Це надає можливість об'єкта-стану при необхідності отримати доступ до контексту;
- Context — це головний інтерфейс для клієнтів. Клієнти можуть конфігурувати контекст об'єктами стану State. Один раз сконфігурувавши контекст, клієнти вже не повинні напряму зв'язуватися з об'єктами стану;
- або Context, або підкласи ConcreteState можуть вирішити, за яких умов та у якій послідовності відбувається зміна станів.

## Переваги та недоліки

### Переваги
- переваги застосування поліморфної поведінки очевидні, а також легше додавати стан для підтримки додаткової поведінки.
- поведінка об'єкта є результатом функції свого стану, і поведінка змінюється під час виконання в залежності від стану.
- покращує згуртованість, оскільки специфічні для стану особливості поведінки об'єднуються в класи ConcreteState, які розміщуються в одному місці в коді.

### Недоліки
- Зростає кількість класів

## Зв'язок з іншими патернами
- В стратегії користувач знає про класи стратегій і міняє їх самостійно, в стані різноманітні стани приховані від користувача, а за їх заміну відповідає сам клас